# Istituto zooprofilattico sperimentale della Sicilia "Adelmo Mirri"
L'Istituto zooprofilattico sperimentale della Sicilia "Adelmo Mirri", con sede principale a Palermo è uno dei dieci istituti zooprofilattici sperimentali italiani, è un ente sanitario di diritto pubblico, che controlla e vigila sulla sanità animale, degli alimenti di origine animale, sulla profilassi su talune patologie. L'Istituto è sottoposto alla vigilanza del Ministero della Salute.

## Storia
L'Istituto venne fondato alla fine degli anni '20 per volontà della Società allevatori siciliani, del Ministero dell'Interno e della Direzione sanità pubblica.

## Funzioni
L'Istituto si occupa dell'accertamento dello stato sanitario degli animali e della salubrità di tutti i prodotti di origine animale, della sorveglianza veterinaria, di formazione, ricerca scientifica e sperimentazione e di tutela dell'ambiente.